# 多賀庵風律
多賀庵 風律（たがあん ふうりつ、1698年（元禄11年） -  1781年5月22日（天明元年4月29日））は、江戸時代前期の俳諧師。俳号を風律と号する。

## 来歴
1698年（元禄11年）広島県広島市中区塩屋町に生まれた。父は木製の塗り物を家業としていた2代目木地屋保兵衛で、風律は3代目を継いだ。若い頃から俳諧を好み、志太野坡が広島に来た折に、広瀬村油池（広島市堺町3丁目南裏）の別邸に招き、何度か俳諧の教えを受けた。
多賀庵のいわれは、松尾芭蕉が『おくの細道』で訪ねた多賀城跡の多賀城碑（壷の碑）に同地から京、 蝦夷国、常陸国などへの距離が刻してあるのを模し、庵の庭に安芸の山や厳島までの距離を示した板碑を建てたことによる。この板碑は原爆により消滅した。多賀庵は代々の庵主に引き継がれ、1970年（昭和45年）9世紫明が亡くなるまで、実に200年間も続いた。
風律の墓は中区猫屋町の教傳寺にあったが、1990年（平成2年）に西区古田台に同寺が移転し、その時風律の墓も移転した。墓碑銘は「風律翁釋氏以心道居士」である。